# Natalia Desiátova-Shostenko
Nathalie A. Desjatova-Shostenko de Roussine (translitera al ruso: Наталия Алексеевна Десятова-Шостенко) (1889-1969) fue una botánica rusa.

## Algunas publicaciones
- nathalie a. Roussine. 1963. A propos de Thymus nervosus J.Gay. Naturalia Monspel. sér. Bot. 15: 131-138

### Libros
- josías Braun-Blanquet, n.a. Roussine, robert Nègre. 1952. Les groupements végétaux de la France Méditerranéenne. Editor Centre national de la recherche scientifique (France). 297 pp.

- La abreviatura «Des.-Shost.» se emplea para indicar a Natalia Desiátova-Shostenko como autoridad en la descripción y clasificación científica de los vegetales.[2]